# Антилевский, Бронислав Романович
Бронисла́в Рома́нович Антиле́вский (1916—1946) — советский военный лётчик, Герой Советского Союза (1940), лишённый званий и наград в 1950 году за коллаборационизм и участие в вооружённых силах Русской освободительной армии Комитета освобождения народов России, воевавших на стороне нацистской Германии во время Великой Отечественной войны.

## Биография

### Происхождение
Родился в 1916 году в деревне Марковцы Игуменского уезда Минской губернии (ныне Узденский район, Минская область) в крестьянской семье. Белорус по национальности.
Окончил Минский техникум народно-хозяйственного учёта (1937), училище авиации особого назначения в Монино (1938), Качинское Краснознамённое военно-авиационное училище имени А. Ф. Мясникова (1942).

### Служба в Красной армии
- С 3 октября 1937 служил в Красной армии.
- С июля 1938 — стрелок-радист 21-го дальнего бомбардировочного полка.
- В ходе советско-финской войны 1939—1940 годов совершил 20 боевых вылетов и сбил 2 финских самолёта[1]. 7 апреля 1940 года ему было присвоено звание Герой Советского Союза с награждением орденом Ленина и медалью «Золотая Звезда».
- С апреля 1942 — младший лейтенант, участвовал в Великой Отечественной войне в составе 20-го истребительного полка 303-й истребительной дивизии 1-й воздушной армии.
- Член ВКП(б) с 1942 года.
- С 17 сентября 1942 — лейтенант.
- С 15 декабря 1942 — командир звена.
- С 15 апреля 1943 — заместитель командира эскадрильи.
- С 25 июля 1943 — старший лейтенант.
- Приказом ВС 1-й ВА №: 36/н от: 29.07.1943 года командир авиаэскадрильи 20-го иап лейтенант Антилевский награждён орденом Красного Знамени за 56 успешных боевых вылетов[2].
- 28 августа 1943 был сбит в воздушном бою и вскоре взят в плен.

### Служба в РОА
Содержался в лагере в районе Сувалок, затем в Морицфельде. В конце 1943 года полковник Виктор Мальцев, сотрудничавший с немецкими властями ещё с 1941 года, убедил его вступить в состав авиационной группы «Остланд». Участвовал в перегонах самолётов с авиазаводов на полевые аэродромы Восточного фронта, а также в антипартизанских боевых действиях в районе Даугавпилса. Совместно с Героем Советского Союза Семёном Бычковым письменно и устно обращался к пленным лётчикам с призывами сотрудничать с немцами.
После расформирования группы «Остланд» в сентябре 1944, Антилевский прибыл в Хеб, где под началом Мальцева принимал активное участие в формировании 1-го авиационного полка ВВС «власовского» Комитета освобождения народов России. С 19 декабря 1944 был командиром 2-й штурмовой эскадрильи (на её вооружении находились 16 самолётов), которая позднее была переименована во 2-ю эскадрилью ночных штурмовиков. 5 февраля 1945 произведён в капитаны. Был награждён двумя медалями и именными часами.
В апреле 1945 эскадрилья Антилевского участвовала в боевых действиях на Одере против Красной армии. 

### Арест и расстрел
После капитуляции Германии выехал в СССР с документами на имя участника антифашистского партизанского отряда Березовского, но во время проверки в НКВД в каблуке его сапога была найдена медаль «Золотая Звезда», выданная Б. Р. Антилевскому. 12 июня 1945 года был арестован. На сайте Герои Советского Союза представлена версия того, что Антилевский был интернирован из американского сектора Германии в сентябре 1945 года.
Коллаборационистская деятельность Антилевского была задокументирована показаниями свидетелей.
25 июля 1946 года военным трибуналом Московского военного округа на основании ст. 58—1 «б» УК РСФСР Антилевский Бронислав Романович был осуждён к высшей мере наказания — расстрелу, с конфискацией лично ему принадлежащего имущества. Согласно архивным книгам военного суда Московского военного округа, приговор в отношении Антилевского был утверждён Военной коллегией Верховного суда СССР  22 ноября 1946 года, а 29 ноября того же года приведён в исполнение.

## Некрография
Существует информация, что в конце апреля 1945 он должен был пилотировать самолёт, на котором генерал Андрей Власов должен был вылететь в Испанию (но Власов отказался от бегства). Возможно, что эта версия стала основой для легенды о том, что Антилевский всё же добрался до Испании, где прожил много лет. Легенда может основываться и на том, что в уголовном деле об измене Родине, по которому Антилевский был осуждён советским судом к смертной казни, отсутствует документ о приведении приговора в исполнение. На этом основании некоторые исследователи полагают, что Антилевский мог быть осуждён заочно, ибо он был недосягаем для советского правосудия.
12 июля 1950 года Антилевский Бронислав Романович был лишён звания Герой Советского Союза, а также орденов Ленина и Красного Знамени.
В 2001 году дело Б. Р. Антилевского было пересмотрено Главной военной прокуратурой в порядке исполнения Закона РФ «О реабилитации жертв политических репрессий» от 18.10.1991 года и указаний Генеральной прокуратуры Российской Федерации № 13/3—10/А-1015 от 21. 04. 92 года. В заключении было отмечено:

Антилевский Бронислав Романович осуждён законно и реабилитации не подлежит.